# Св. св. Петър и Павел (Петгъс)
Вижте пояснителната страница за други значения на Свети апостоли Петър и Павел.
„Св. св. Петър и Павел“ (на гръцки: Αγίων Πέτρου και Παύλου) е българска възрожденска православна църква в гумендженското село Петгъс (Пендалофо), Егейска Македония, Гърция, част от Гумендженската, Боймишка и Ругуновска епархия на Вселенската патриаршия.
Църквата е гробищен и енорийски храм на селото и е строен в средата на XIX век. Представлява трикорабна базилика с размери 14 на 9 метра. На изток има една полукръгла апсида. В северния край на трема има четириъгълна кула, построена през 1955 година. Интериорът на църквата е нов. Храмът е разрушен от пожар през 2000 г. и възстановен по-късно. Унищожени са галерията на западната стена, дървените тавани, фреските, иконостаса с икони на кулакийски майстори, владишкият трон, амвонът и проскинитариите. Над южния вход, оформен с каменна каса, има следи от стенопис на светците покровители. Около вратата също са запазени следи от стенопис, което показва, че западната и южната стена са били изписани до височина на галерията.
В 1987 година църквата е обявена за паметник на културата под надзора на Девета ефория за византийски старини към Министерството на културата.